# Phil Verchota
Phillip John Verchota (* 28. Dezember 1956 in Duluth, Minnesota) ist ein ehemaliger US-amerikanischer Eishockeyspieler. Er gewann mit den Minnesota Golden Gophers zweimal die NCAA-Meisterschaft und gehörte bei den Olympischen Winterspielen 1980 zur US-Mannschaft, die beim sogenannten „Miracle on Ice“ die Goldmedaille gewann.

## Karriere
Verchota besuchte die Duluth East High School und spielte dort erfolgreich Football und Eishockey. In beiden Sportarten wurde er in das High School All-State First Team berufen. Nach seinem Abschluss ging er an die University of Minnesota, entschied sich dort gegen den Football und spielte ausschließlich für die Eishockeymannschaft. In der Zeit von 1976 bis 1979 wurde er in 161 Spielen für die Golden Gophers eingesetzt und erzielte dabei 59 Tore und gab 61 Assists. Unter dem Trainer Herb Brooks gewann er 1976 und 1979 die nationale College-Meisterschaft der National Collegiate Athletic Association. Bei der Weltmeisterschaft 1979 in Moskau gehörte er erstmals zum Team USA, welches den siebten Platz belegte. Ein Jahr später gehörte er bei den Olympischen Winterspielen in Lake Placid zu der von Herb Brooks trainierten Mannschaft, die in der Finalrunde die UdSSR besiegte und anschließend Olympiasieger wurde. Verchota erzielte in den sieben Spielen drei Tore und zwei Assists. So legte er im letzten Spiel der Finalgruppe mit seinem 2:2-Ausgleich gegen Finnland den Grundstein für den notwendigen Punktgewinn.
Nach dem Olympiasieg schlug er ein Angebot der Minnesota North Stars, die ihn 1976 gedraftet hatten, aus und spielte eine Saison in Finnland bei Jokerit Helsinki. Ebenso spielte er für die US-Mannschaft bei der Weltmeisterschaft 1981 in Göteborg, bevor er ein Jahr Pause vom Eishockey machte und sich auf sein Studium konzentrierte. Anschließend kehrte er in die US-Nationalmannschaft zurück und verhalf den zuvor aus der A-Gruppe abgestiegenen Vereinigten Staaten bei der B-Weltmeisterschaft 1983 zum Titel und der damit verbundenen Rückkehr in die A-Gruppe. 1984 führte er die US-Spieler bei den Olympischen Winterspielen in Sarajevo als Mannschaftskapitän an, wo sie aber nur den siebten Platz belegten.
Anschließend beendete Verchota seine Eishockeykarriere und arbeitete als Bankangestellter. Er ist Mitglied des Olympiateams von 1980, das in die United States Hockey Hall of Fame und die United States Olympic Hall of Fame aufgenommen wurde.